# Рубинштейн, Ариэль
Ариэль Рубинштейн (ивр. אריאל רובינשטיין‎, англ. Ariel Rubinstein; род. 13 апреля 1951) — израильский экономист, профессор.

## Биография
Бакалавр (1974, математика, экономика и статистика), магистр искусств (1975, экономика), магистр наук (1976, математика) и доктор философии (1979, экономика) Еврейского университета (Иерусалим).
Преподавал в родном университете (1981-90, профессор с 1986), а также в Тель-Авивском (с 1990) и Нью-Йоркском (с 2004) университетах.
Президент Эконометрического общества (2004).

## Награды и признание
- 2002 — Премия Израиля
- 2004 — Премия Эрвина Плейна Неммерса по экономике[англ.]
- 2006 — премия ЭМЕТ
- 2010 — Ротшильдовская премия